# Mirzā Dschahāngir Chān

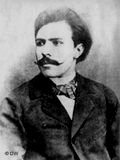
Dschahāngir Chān

Mirzā Dschahāngir Chān Schirāzi (persisch میرزا جهانگیرخان شيرازى, DMG Mīrzā Ǧahāngīr Ḫān, englisch Mirza Jahangir Khan; * 1870 oder 1875 in Schiras; † 4. Juni 1908 in Teheran) auch bekannt als Dschahāngir Chān-e Sūr-e-Esrāfil (جهانگیرخان صوراسرافیل) war ein iranischer Journalist und Schriftsteller.

## Leben

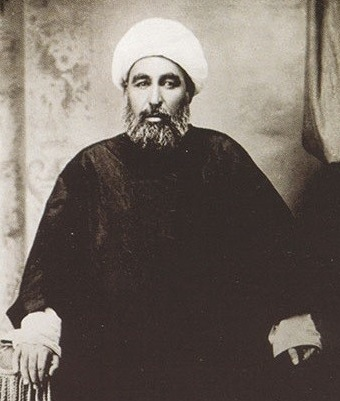
Mirzā Nasr'ollah Beheschti bekannt als Malek al-Motakallemin (König der Redner).

Mirza Dschahangir Chan wurde in ärmlichen Verhältnissen im Jahre 1870 (nach anderen Angaben 1875) in Schiras geboren. Sein Vater war Radschab-Ali Schirasi.
In Teheran beteiligte er sich aktiv an der Konstitutionellen Revolution der Jahre 1905 bis 1911, die im Iran zur Abschaffung der absolutistischen Monarchie und zur Errichtung einer konstitutionellen Monarchie mit einer Verfassung und einem Parlament führte.
Mirza Dschahangir Chan wurde vor allem als Herausgeber der Wochenzeitschrift Sur-e Esrafil bekannt. Sur-e Esrafil bedeutet wörtlich übersetzt „Trompete von Esrafil“. Esrafil ist nach islamischer Tradition der Engel, der mit seiner Trompete den Tag des jüngsten Gerichts ankündigen wird.
Die erste Ausgabe der Zeitschrift Sur-e Esrafil erschien am 30. Mai 1907 mit einer Auflage von 20.000 Exemplaren. Unter der Herausgeberschaft von Mirza Dschahangir Chan erschienen insgesamt 32 Ausgaben. Am 4. Juni 1908, ein Jahr und sechs Tage später wurde Mirza Dschahangir Chan verhaftet und hingerichtet. Nach dem gewaltsamen Tod Mirza Dschahangir Chans führte Ali Akbar Dehchoda die Zeitschrift erst von Paris und dann von der Schweiz aus weiter. Ali-Akbar Dehchoda verfasste zahlreiche satirische Kommentare in der Kolumne Charand o Parand (BlaBla).

Ali-Akbar Dehchoda schrieb: 

„Sur-e Esrafil spielte eine bedeutende Rolle während der konstitutionellen Revolution. Zum ersten Mal wurden in einer Zeitschrift Artikel über den Despotismus der absolutistischen Monarchie der Kadscharen, deren Abhängigkeit von ausländischen Geldgebern und die Korruption innerhalb des Beamtenapparates veröffentlicht. Dies war ein einmaliger Vorgang in der islamischen Welt, in der es die Herrscher gewohnt waren, das Land und seine Bevölkerung als ihr Eigentum zu betrachten, mit dem sie nach Belieben verfahren konnten. Darüber hinaus erschienen Artikel über die mittelalterlichen Ansichten der reaktionären Geistlichkeit. Der Erfolg von Sur-e Esrafil beruhte darauf, dass eine einfache Sprache benutzt wurde, die die Bevölkerung verstand, und die sich von dem blumigen Stil der Literaten abhob.“

Mirza Dschahangir Chan wurde nach dem erfolgreichen Staatsstreich Mohammed Ali Schahs 1908 verhaftet und hingerichtet. Die Hinrichtung erfolgte in Bagh-e Schah (Garten des Schahs), einem militärischen Kasernenbereich, in dem sich Mohammed Ali Schah während seines Putsches gegen die parlamentarisch gewählte Regierung aufhielt. Mit ihm wurde auch Mirza Nasrollah Beheshti, besser bekannt unter dem Namen Malek al-Motekallemin, hingerichtet. Vor seiner Hinrichtung soll Mirza Dschahangir Chan sich mit dem Wort Ey Chāk, mā barāye hefz-e to koschte schodim („Oh Land, wir sterben, um Dich zu beschützen“) verabschiedet haben. Mit den Worten Zende bad Maschrute („Lang lebe die konstitutionelle Bewegung“) starb Mirza Dschahangir Chan. Sein Opfer sollte nicht vergeblich sein. Mohammed Ali Schah wurde in dem folgenden Bürgerkrieg bereits ein Jahr später vom Thron vertrieben, und die konstitutionelle Monarchie unter der Regentschaft seines Sohnes Ahmad Schah Kadschar wieder eingesetzt.

## Gedenken an Mirza Dschahangir Chan und Malek al-Motekallemin
Nach der Exekution Mirza Dschahangir Chans und Malek al-Motekallemins wurden ihre Leichen hinter den Mauern von Bagh-e Schah in einen Graben geworfen. Freunde der beiden kamen in der Nacht und bestatteten sie in der Nähe von Bagh-e Schah. Nach dem Sturz Mohammed Ali Schahs wurden die Gräber offiziell geehrt und mit einem Grabstein versehen.
Mit der Ausdehnung Teherans wurde die Gegend um Bagh-e Schah ein Wohngebiet, und die Familie von Malek al-Motakallemin baute ein Haus mit einem Garten, dessen Mauern die Gräber umschlossen. Heute wird das Haus von einem der Söhne von Malek al-Motakallemin Asado'llah Malek-Zādeh bewohnt.
Eine Statue von Malek al-Motekallemin, die von demselben Künstler gefertigt wurde, der auch die Statue von Firdausi auf dem Firdausi-Platz entworfen hat, wurde auf dem Hasan-Abad-Platz aufgestellt. Nach der islamischen Revolution wurde die Statue entfernt und in das Lagerhaus der Parkverwaltung gebracht. Die Statue gilt heute als vermisst.